# Viktóriya Sinítsina
Viktóriya Alexándrovna Sinítsina (en ruso: Виктория Александровна Синицина; Moscú, 29 de abril de 1995) es una deportista rusa que compite en patinaje artístico, en la modalidad de danza sobre hielo.
Participó en dos Juegos Olímpicos de Invierno, en los años 2014 y 2022, obteniendo dos medallas en Pekín 2022, plata en danza sobre hielo (con Nikita Katsalapov) y  bronce por equipo.
Ganó dos medallas en el Campeonato Mundial de Patinaje Artístico sobre Hielo, oro en 2021 y plata en 2019, y dos medallas de oro en el Campeonato Europeo de Patinaje Artístico sobre Hielo, en los años 2020 y 2022.

## Palmarés internacional
| Juegos Olímpicos   | Juegos Olímpicos   | Juegos Olímpicos  | Juegos Olímpicos  |
| Año                | Lugar              | Medalla           | Prueba            |
| ------------------ | ------------------ | ----------------- | ----------------- |
| 2022               | Pekín (China)      | Medalla de plata  | Danza sobre hielo |
| 2022               | Pekín (China)      | Medalla de bronce | Equipo            |
| Campeonato Mundial |                    |                   |                   |
| Año                | Lugar              | Medalla           | Categoría         |
| 2019               | Saitama (Japón)    | Medalla de plata  | Danza sobre hielo |
| 2021               | Estocolmo (Suecia) | Medalla de oro    | Danza sobre hielo |
| Campeonato Europeo |                    |                   |                   |
| Año                | Lugar              | Medalla           | Categoría         |
| 2020               | Graz (Austria)     | Medalla de oro    | Danza sobre hielo |
| 2022               | Tallin (Estonia)   | Medalla de oro    | Danza sobre hielo |